# Sofiane Ikene
Sofiane Ikene (27 febbraio 2005) è un calciatore lussemburghese, difensore del Norimberga II e della nazionale lussemburghese.

## Carriera

### Club
Cresciuto nel settore giovanile dell'F91 Dudelange, ha esordito in prima squadra il 4 dicembre 2021, disputando l'incontro di campionato vinto per 5-1 contro il Rodange 91, partita nella quale va anche a segno. Nella prima metà della stagione 2022-2023 gioca sempre in patria con il Progrès Niedercorn, con cui disputa però solamente una partita nella coppa nazionale lussemburghese; nel gennaio del 2023 viene ceduto al Norimberga, club della seconda divisione tedesca, che lo aggrega al suo settore giovanile.

### Nazionale
Ha giocato nelle nazionali giovanili lussemburghesi Under-15, Under-17, Under-19 ed Under-21.
Il 14 giugno 2022 ha esordito con la nazionale maggiore lussemburghese, giocando l'incontro pareggiato per 2-2 contro le Fær Øer, valido per la UEFA Nations League 2022-2023.

## Statistiche

### Presenze e reti nei club
Statistiche aggiornate al 18 giugno 2022.
| Stagione        | Squadra         | Campionato      | Campionato | Campionato | Coppe nazionali | Coppe nazionali | Coppe nazionali | Coppe continentali | Coppe continentali | Coppe continentali | Altre coppe | Altre coppe | Altre coppe | Totale | Totale |
| Stagione        | Squadra         | Comp            | Pres       | Reti       | Comp            | Pres            | Reti            | Comp               | Pres               | Reti               | Comp        | Pres        | Reti        | Pres   | Reti   |
| --------------- | --------------- | --------------- | ---------- | ---------- | --------------- | --------------- | --------------- | ------------------ | ------------------ | ------------------ | ----------- | ----------- | ----------- | ------ | ------ |
| 2021-2022       | F91 Dudelange   | DN              | 4          | 1          | CL              | 0               | 0               | UECL               | 0                  | 0                  |             | -           | -           | 4      | 1      |
| Totale carriera | Totale carriera | Totale carriera | 4          | 1          |                 | 0               | 0               |                    | 0                  | 0                  |             | -           | -           | 4      | 1      |

### Cronologia presenze e reti in nazionale
| Cronologia completa delle presenze e delle reti in nazionale ― Lussemburgo | Cronologia completa delle presenze e delle reti in nazionale ― Lussemburgo | Cronologia completa delle presenze e delle reti in nazionale ― Lussemburgo | Cronologia completa delle presenze e delle reti in nazionale ― Lussemburgo | Cronologia completa delle presenze e delle reti in nazionale ― Lussemburgo | Cronologia completa delle presenze e delle reti in nazionale ― Lussemburgo | Cronologia completa delle presenze e delle reti in nazionale ― Lussemburgo | Cronologia completa delle presenze e delle reti in nazionale ― Lussemburgo |
| Data                                                                       | Città                                                                      | In casa                                                                    | Risultato                                                                  | Ospiti                                                                     | Competizione                                                               | Reti                                                                       | Note                                                                       |
| -------------------------------------------------------------------------- | -------------------------------------------------------------------------- | -------------------------------------------------------------------------- | -------------------------------------------------------------------------- | -------------------------------------------------------------------------- | -------------------------------------------------------------------------- | -------------------------------------------------------------------------- | -------------------------------------------------------------------------- |
| 14-6-2022                                                                  | Lussemburgo                                                                | Lussemburgo                                                                | 2 – 2                                                                      | Fær Øer                                                                    | UEFA Nations League 2022-2023 - 1º turno                                   | -                                                                          | 75’                                                                        |
| 8-6-2024                                                                   | Bruxelles                                                                  | Belgio                                                                     | 3 – 0                                                                      | Lussemburgo                                                                | Amichevole                                                                 | -                                                                          | 86’                                                                        |
| Totale                                                                     |                                                                            | Presenze                                                                   | 2                                                                          |                                                                            | Reti                                                                       | 0                                                                          |                                                                            |

## Palmarès

### Club

#### Competizioni nazionali
- Campionato lussemburghese: 1

F91 Dudelange: 2021-2022